# Haus. Frauen. – Eine Collage
Haus. Frauen. – Eine Collage ist ein Filmübung der  Hochschule für Film und Fernsehen der DDR, Potsdam-Babelsberg von Helke Misselwitz aus dem Jahr 1982.

## Handlung
Bevor überhaupt das erste Bild auf der Leinwand erscheint, hören die Kinobesucher ein Gedicht von Paul Celan.
Die ersten Bilder zeigen die Fahrt entlang einer Straße, bis eine seit vielen Jahren unbewohnte Gründerzeitvilla in das Blickfeld gerät. Schon an der Außenansicht kann man sehen, dass bereits seit vielen Jahren an dem Haus nichts mehr gemacht wurde, was man auch in den Innenräumen erkennen kann. Müll liegt überall auf dem Boden und den Treppen verstreut herum. An den Wänden blättert die Farbe ab und eine Tapete ist auch nicht mehr vorhanden. Plötzlich ist in einem der großen Zimmer eine Frau zu sehen, die in eleganter Kleidung, zur beginnenden Musik, mit sich selbst tanzt. Eine historische Stimme und eine mit Kindermotiven bemalte und emaillierte Tasse lassen erkennen, dass es sich um die Zeit des Ersten Weltkriegs handeln soll. Anschließend sitzt die Frau in Trauerkleidung zusammengekauert auf dem Fußboden in einem der Zimmer.
Doch das Leben geht weiter und nach dem Krieg räumt die Frau erst einmal im Haus auf. Kurze Zeit später erscheint die Frau in Reitkleidung auf der Hauseingangstreppe, während im Rundfunk ein Radiomoderator erklärt, dass das gesamte Volk mit der Regierung unzufrieden ist. Auch ist jetzt ein Dienstmädchen im Hause tätig, welches sich ständig durch die Flure bewegt. Untermalt werden diese Szenen mit Schlagern aus den 1930er Jahren. Die Hausdame sitzt fein angezogen in der Loggia, liest ein Buch und eine Reinigungsfrau kümmert sich um die Pflege des Fußbodens. Während aus dem Radio Heil-Rufe ertönen, versucht die Frau sich einen Mann auf die Matratze zu ziehen. Ein erneutes Tragen von Trauerkleidung, zeigt das Ende des Zweiten Weltkriegs an.
Die neue Zeit bricht mit dem Tanz nach amerikanischen Rhythmen an. Eine Zeitung aus der Sowjetischen Besatzungszone und der Hinweis aus dem Radio, dass sich die Stellung der Frau im Sozialismus grundlegend verändert hat, weist darauf hin, in welchem Teil Deutschlands die Villa steht. Die Frau stillt inzwischen ein Kind und später sind bereits Aufnahmen der Beatles zu hören. Zur Musik von Pink Floyd steigt eine Frau mit einer Latzhose bekleidet aus dem Keller in den Garten und sieht in ihren Gedanken die Geschehnisse, seit dem Beginn des Jahrhunderts, an sich vorbeiziehen. Ein Trabant Kübel, mit dem sie sich von dem Haus entfernt und in dem auch ein Schutzhelm liegt, lässt darauf schließen, dass sie der Villa eine neue Zukunft geben will.

## Produktion
Hier bemühen sich Schauspielstudenten die Geschichte einer Villa, über fast ein Jahrhundert, mit Hilfe einer Schauspielerin, die in verschiedene Rollen schlüpft, zu erzählen. Der Film kommt ohne jeden Kommentar aus.
Haus. Frauen. – Eine Collage wurde von der Hochschule für Film und Fernsehen der DDR, Babelsberg auf ORWO-Color mit 35-mm-Material gedreht und hatte seine erste bekannte öffentliche Aufführung am 28. März 1983 bei den Westdeutschen Kurzfilmtagen in Oberhausen.

## Auszeichnungen
- 1983: Ehrendiplom bei den Westdeutschen Kurzfilmtagen in Oberhausen.